# مارپیچ (فیلم ۲۰۱۴)
«مارپیچ» (روسی: Спираль) فیلمی در ژانر اکشن است که در سال ۲۰۱۴ منتشر شد.